# Sainte-Anne-sur-Brivet
Sainte-Anne-sur-Brivet är en kommun i departementet Loire-Atlantique i regionen Pays de la Loire i nordvästra Frankrike. Kommunen ligger i kantonen Pontchâteau som tillhör arrondissementet Saint-Nazaire. År 2022 hade Sainte-Anne-sur-Brivet 3 014 invånare.

## Befolkningsutveckling
Antalet invånare i kommunen Sainte-Anne-sur-Brivet
| Referens: INSEE |